# Pszczoła środkowoeuropejska
Pszczoła środkowoeuropejska, pszczoła miodna właściwa (Apis mellifera mellifera) – podgatunek typowy pszczoły miodnej. Występuje w całej północnej Europie od Niemiec, przez Skandynawię aż do Uralu.

## Pochodzenie[3]
Pszczoła środkowoeuropejska pochodzi z obszarów północnej i zachodniej Europy, na północ od Karpat i Alp. W Polsce zamieszkiwała większą część kraju. Wraz z rozwojem pszczelarstwa była zastępowana sprowadzanymi przez pszczelarzy liniami genetycznymi o pożądanych cechach, co doprowadziło do jej wypierania bądź hybrydyzacji z hodowlanymi liniami.

## Cechy[4]
Owady te charakteryzują się ciemnym, szarym lub brunatnym ubarwieniem. Są niezwykle ruchliwe na plastrze, podczas przeglądu większość robotnic ucieka na dół ramki, tworząc tzw. „brody”. Mają znacznie krótszy język niż inne pszczoły hodowlane. Są odporne na niekorzystne warunki, dobrze radzą sobie z długą zimą. Potrafią latać w dni pochmurne i przy niskich temperaturach. Znane są z mocnego kitowania. Bywają bardzo agresywne. Pszczoły te powoli się rozwijają, wykorzystują przede wszystkim późne pożytki oraz chętnie zbierają spadź. Wadą tego gatunku z punktu widzenia pszczelarzy jest duża rojliwość i niska miodność.

## Charakter[6]
Zalety:
- łatwo znosi zimę
- jest odporna na choroby
- łatwo się mnoży i rozrasta
- zużywa mało pokarmu
- intensywnie zbiera pyłek
- nie rabuje
- zasklepia miód „na sucho”

Wady:
- jest mało miodna
- posiada krótki język – nie ma możliwości pobierania nektaru z niektórych kwiatów
- jest agresywna
- mocno się roi
- powoli się rozwija
- słabo broni się przed rabunkiem